# Frazer Hines
Frazer Simpson Frederick Hines, född 22 september 1944 i Horsforth i West Yorkshire, är en brittisk skådespelare. 
Hines började sin karriär redan som barnskådespelare. Han är mest känd för sina roller som den andra Doktorns följeslagare Jamie McCrimmon i Doctor Who och som Joe Sugden i Hem till gården.

## Filmografi i urval
- 1957 – En kung i New York
- 1963 – Ensam stjärna
- 1964 – Smuggler's Bay (TV-serie)
- 1965 – Coronation Street (TV-serie)
- 1966–1969 – Doctor Who (TV-serie)
- 1971 – Den sista dalen
- 1971 – Zeppelin - luftens slagskepp
- 1972–1994 – Hem till gården (TV-serie)
- 2015 – Outlander (TV-serie)